# Borowikowate
Borowikowate (Boletaceae Chevall.) – rodzina grzybów należąca do rzędu borowikowców (Boletales). Większość borowikowatych jest jadalnych, są często zbieranymi grzybami.

## Charakterystyka
Początkowo do rodziny tej zaliczano rodzaje grzybów wielkoowocnikowych o hymenoforze rurkowatym, nadrzewne i naziemne. Obecnie, po uwzględnieniu zależności filogenetycznych, należą do niej naziemne grzyby kapeluszowe i tzw. „wnętrzniaki”.

## Systematyka
Uwagi taksonomiczne
Rodzina Boletaceae została utworzona przez François Chevalliera w pierwszym tomie Flore générale des environs de Paris z 1826. W pracy tej ówczesny rząd Boletaceae zaliczono do klasy Sarcomyci i zaliczono do niego 5 rodzajów: Boletus, Cladoporus, Fistulina, Physisporus i Polyporus:
Rolf Singer w czwartej edycji Agaricales in Modern Taxonomy z 1986 r. zawarł w tej rodzinie 26 rodzajów (415 gatunków). Molekularne badania filogenetyczne z przełomu wieku XX i XXI przyniosły znaczne zmiany w taksonomii, które nie ominęły także rodziny borowikowatych. Zmiany dotyczyły m.in. podgrzybków (Xerocomus) i maślaków (Suillus). Dziesiąta edycja Dictionary of the Fungi z 2008 r. zawierała 35 rodzajów (787 gatunków) należących do tej rodziny i liczba ta wciąż się zmienia. W listopadzie 2022 r. do borowikowatych należało już 108 rodzajów.
Pozycja w klasyfikacji według Index Fungorum: Boletales, Agaricomycetidae, Agaricomycetes, Agaricomycotina, Basidiomycota, Fungi:
Według aktualizowanej klasyfikacji Dictionary of the Fungi do rodziny borowikowatych należą rodzaje:

- Abtylopilus Yan C. Li & Zhu L. Yang 2021
- Afroboletus Pegler & T.W.K. Young 1981
- Afrocastellanoa M.E. Sm. & Orihara 2017
- Alessioporus Gelardi, Vizzini & Simonini 2014
- Amylotrama M.C. Bloomfield, Davoodian & T. Lebel 2019
- Anthracoporus Yan C. Li & Zhu L. Yang 2021
- Aureoboletus Pouzar 1957 – złotoborowik
- Austroboletus (Corner) Wolfe 1980
- Baorangia G. Wu & Zhu L. Yang 2015
- Binderoboletus T.W. Henkel & M.E. Sm. 2016
- Boletellus Murrill 1909
- Boletochaete Singer 1944
- Boletus L. 1753 – borowik
- Borofutus Hosen & Zhu L. Yang 2012
- Bothia Halling et al. 2007
- Brasilioporus A.C. Magnago, Alves-Silva & T.W Henkel 2022
- Buchwaldoboletus Pilát 1969 – złociec
- Butyriboletus D. Arora & J.L. Frank – masłoborowik
- Cacaoporus Raspé & Vadthanarat 2019
- Caloboletus Vizzini 2014 – gorzkoborowik
- Carolinigaster M.E. Sm. & S. Cruz 2018
- Castellanea T.W. Henkel & M.E. Sm. 2015
- Chalciporus Bataille 1908 – maślaczek
- Chamonixia Rolland 1899 – borowiczka
- Chiua Y.C. Li & Zhu L. Yang 2016
- Corneroboletus N.K. Zeng & Zhu L. Yang 2012
- Costatisporus T.W. Henkel & M.E. Sm. 2015
- Crocinoboletus N.K. Zeng, Zhu L. Yang & G. Wu 2014
- Cupreoboletus Simonini, Gelardi & Vizzini 2015
- Cyanoboletus Gelardi, Vizzini & Simonini 2014 – sinoborowik
- Durianella Desjardin, A.W. Wilson & Manfr. Binder 2008
- Erythrophylloporus Ming Zhang & T.H. Li 2018
- Fistulinella Henn. 1901
- Gastroboletus Lohwag 1926
- Gastroleccinum Thiers 1989
- Gastroleccinum Thiers 1989
- Guyanaporus T.W. Henkel & M.E. Sm. 2016
- Gymnogaster J.W. Cribb 1956
- Gymnogomphus Fayod 1889
- Harrya Halling et al. 2012
- Heimioporus E. Horak 2004
- Heliogaster Orihara & K. Iwase 2010
- Hemiaustroboletus Ayala-Vásquez, García-Jiménez & Garibay-Orijel 2022
- Hemileccinum Šutara 2008 – płowiec
- Hortiboletus Simonini, Vizzini & Gelardi 2015 – parkogrzybek
- Hourangia Xue T. Zhu & Zhu L. Yang 2015
- Hymenoboletus Y.C. Li & Zhu L. Yang 2016
- Imleria Vizzini 2014 – podgrzyb
- Imperator G. Koller, Assyov, Bellanger, et.al. 2015 - imperator
- Indoporus A. Parihar, K. Das, Hembrom & Vizzini 2018
- Ionosporus Khmeln. 2018
- Jimtrappea T.W. Henkel, M.E. Sm. & Aime 2015
- Kaziboletus Hosen & Zhu L. Yang 2021
- Kombocles Castellano, T.W. Henkel & Dentinger 2016
- Lanmaoa G. Wu & Zhu L. Yang 2015 – wonnoborowik
- Leccinellum Bresinsky & Manfr. Binder 2003 – koźlarek
- Leccinum Gray 1821 – koźlarz
- Longistriata Sulzbacher, Orihara, Grebenc, M.P. Martín & Baseia 2020
- Maccagnea Zeller & C.W. Dodge 1928
- Mackintoshia Pacioni & Sharp 2000
- Mycoamaranthus Castellano et al. 1992
- Neoboletus Gelardi, Simonini & Vizzini 2014 – krasnoborowik
- Neotropicomus A.C. Magnago, Alves-Silva & T.W Henkel 2022
- Nevesoporus A.C. Magnago & T.W. Henkel 2022
- Nigroboletus Gelardi, Vizzini, E. Horak, T.H. Li & Ming Zhang 2015
- Octaviania Vittad. 1831 – podziemka
- Parvixerocomus G. Wu & Zhu L. Yang 2015
- Paxilloboletus Furneaux, De Kesel & F.K. Khan 2022
- Paxillogaster E. Horak 1966
- Parvixerocomus G. Wu & Zhu L. Yang 2015
- Phylloboletellus Singer 1952
- Phyllobolites Singer 1942
- Phylloporopsis Angelini, A. Farid, Gelardi, M.E. Sm., Costanzo, & Vizzini 2018
- Phylloporus Quél. 1888 – poroblaszek
- Porphyrellus E.-J. Gilbert 1931 – grzybiec
- Pseudoaustroboletus Y.C. Li & Zhu L. Yang 2014
- Pseudoboletus Šutara 1991 – borowikowiec
- Pulchroboletus Gelardi, Vizzini & Simonini 2014
- Pulveroboletus Murrill 1909 – złotak
- Retiboletus Manfr. Binder & Bresinsky 2002
- Rheubarbariboletus Vizzini, Simonini & Gelardi 2015 – pięknogrzybek
- Rhodactina Pegler & T.W.K. Young 1989
- Rossbeevera T. Lebel & Orihara 2012
- Royoungia Castellano et al. 1992
- Rubroboletus Kuan Zhao & Zhu L. Yang 2014 – krwistoborowik
- Rugiboletus G. Wu & Zhu L. Yang 2015
- Setogyroporus Heinem. & Rammeloo 1982
- Singerocomus T.W. Henkel & M.E. Sm. 2016
- Singeromyces M.M. Moser 1966
- Sinoboletus M. Zang 1992
- Solioccasus Trappe, Osmundson, Manfr. Binder, Castellano & Halling 2013
- Spongiforma Desjardin et al. 2009
- Spongispora G. Wu, S.M.L. Lee, E. Horak & Zhu L. Yang 2018
- Strobilomyces Berk. 1851 – szyszkowiec
- Suillellus Murrill 1909 – modroborowik
- Sutorius Halling et al. 2012
- Tengioboletus G. Wu & Zhu L. Yang 2016
- Tubosaeta E. Horak 1967
- Turmalinea Orihara & N. Maek. 2015
- TylocinumY.C. Li & Zhu L. Yang 2016
- Tylopilus P. Karst. 1881 – goryczak
- Veloboletus Fechner & Halling 2020
- Veloporphyrellus L.D. Gómez & Singer 1984
- Wakefieldia Corner & Hawker 1953
- Xanthoconium Singer 1944 - grzybiak
- Xerocomellus Šutara 2008 – suchogrzybek
- Xerocomus Quél. 1887 – podgrzybek
- Zangia Y.C. Li & Zhu L. Yang 2011

Nazwy polskie według W. Wojewody z 2003 r. lub rekomendacji Komisji ds. Polskiego Nazewnictwa Grzybów Polskiego Towarzystwa Mykologicznego z 2021 r.